# Machhlishahr
Machhlishahr é uma cidade e uma nagar panchayat no distrito de Jaunpur, no estado indiano de Uttar Pradesh.

## Geografia
Machhlishahr está localizada a 25° 41′ N, 82° 25′ L. Tem uma altitude média de 84 metros (275 pés).

## Demografia
Segundo o censo de 2001, Machhlishahr tinha uma população de 22,943 habitantes. Os indivíduos do sexo masculino constituem 51% da população e os do sexo feminino 49%. Machhlishahr tem uma taxa de literacia de 57%, inferior à média nacional de 59.5%: a literacia no sexo masculino é de 65% e no sexo feminino é de 49%. Em Machhlishahr, 18% da população está abaixo dos 6 anos de idade.